# Tantilla rubra
Tantilla rubra (червона чорноголова змія) — вид змій родини полозових (Colubridae). Мешкає в Мексиці і Гватемалі.

## Поширення і екологія
Червоні чорноголові змії широко поширені на сході Мексики (на південь від Нуево-Леона), а також на заході Гватемали. Вони живуть в соснових і сосново-дубових лісах та в широколистяних тропічних лісах. Зустрічаються на висоті до 2618 м над рівнем моря. 